# Óscar Pezoa
Óscar Herminio Pezoa Giay (* 2. Mai 1933 in Córdoba; † 8. Juni 2023 ebenda) war ein argentinischer Radrennfahrer und nationaler Meister im Radsport.

## Sportliche Laufbahn
Pezoa war im Bahnradsport und im Straßenradsport aktiv. Er war Teilnehmer der Olympischen Sommerspiele 1952 in Helsinki. In der Mannschaftsverfolgung belegte er mit dem Bahnvierer aus Argentinien mit Óscar Pezoa Pedro Salas, Óscar Giacché und Rodolfo Caccavo den neunten Rang.
Bei den Panamerikanischen Spielen holte er 1951 die Goldmedaille in der Mannschaftswertung des Straßenrennens. Im Einzelrennen kam er auf den zweiten Rang.
Die Argentinische Meisterschaft im Straßenrennen der Männer gewann er 1953.